# Chabanais
Chabanais je francouzská obec v departementu Charente v regionu Poitou-Charentes. Leží na řece Vienne. V roce 2011 zde žilo 1 906 obyvatel. Je centrem kantonu Chabanais.
Obec se nachází asi 360 km jižně od Paříže, 85 km jižně od města Poitiers, 55 km severo-východně od města Angoulême.

## Vývoj počtu obyvatel
Počet obyvatel 